# Karjala Cup 2018
Karjala Cup, tento hokejový reprezentační turnaj se odehrává každý rok 8. - 11. listopadu, za účasti těchto hokejových reprezentací, České republiky, Finska, Švédska a Ruska. 

## Zápasy
| 8. listopadu 2018 | Rusko | 3 : 0 (1:0, 2:0, 0:0) | Finsko |  |  |

| Zpráva                                                            |              |          |              |  |
| Ilja Sorokin                                                      | Ilja Sorokin | Brankáři | Juha Metsola |  |
| 04:00 Michail Grigorenko 11:15 Nikita Něstěrov 34:40 Andrej Pedan |              |          |              |  |

| 13. listopadu 2018 | Česko | 2 : 3 (1:1, 1:2, 0:0) | Švédsko |  |  |

| Zpráva                              |                                     |          |                                                                |  |
| Jakub Kovář                         | Jakub Kovář                         | Brankáři | Lars Johansson                                                 |  |
| 10:31 Petr Zámorský 34:36 Jan Kolář | 10:31 Petr Zámorský 34:36 Jan Kolář |          | 08:30 Jakob Lilja 28:41 Nick Sorensen 32:44 Jonathan Davidsson |  |

| 10. listopadu 2018 | Švédsko | 1 : 4 (0:0, 0:2, 1:2) | Rusko |  |  |

| Zpráva            |                   |          |                                                                                          |  |
| Magnus Hellberg   | Magnus Hellberg   | Brankáři | Igor Šesťorkin                                                                           |  |
| 45:18 Jakob Lilja | 45:18 Jakob Lilja |          | 30:48 Andrej Kuzmenko 38:49 Jevgenij Ketov 50:11 Andrej Kuzmenko 58:11 Andrej Loktijonov |  |

| 10. listopadu 2018 | Finsko | 3 : 0 (1:0, 2:0, 0:0) | Česko |  |  |

| Zpráva                                                               |                   |          |                 |  |
| Veini Vehvilainen                                                    | Veini Vehvilainen | Brankáři | Patrik Bartošák |  |
| 12:24 Arttu Ruotsalainen 26:28 Joonas Nattinen 32:16 Sakari Manninen |                   |          |                 |  |

| 11. listopadu 2018 | Česko | 5 : 2 (1:2, 2:0, 2:0) | Rusko |  |  |

| Zpráva | |          |                                                |  |
| Patrik Bartošák                                                                                           | Patrik Bartošák                                                                                           | Brankáři | Ilja Sorokin                                   |  |
| 11:28 Michal Řepík 21:16 Dominik Kubalík 33:40 Dominik Kubalík 58:59 Radovan Pavlík 59:28 Dominik Kubalík | 11:28 Michal Řepík 21:16 Dominik Kubalík 33:40 Dominik Kubalík 58:59 Radovan Pavlík 59:28 Dominik Kubalík |          | 02:45 Kirill Kaprizov 16:08 Alexej Vasilevskij |  |

| 11. listopadu 2018 | Finsko | 3 : 0 (1:0, 1:0, 1:0) | Švédsko |  |  |

| Zpráva                                                      |                   |          |                |  |
| Veini Vehvilainen                                           | Veini Vehvilainen | Brankáři | Lars Johansson |  |
| 07:49 Ville Leskinen 21:37 Teemu Eronen 56:21 Jani Hakanpaa |                   |          |                |  |

## Tabulka
| Poř. | Tým     | Z | V | VP | PP | P | VG | OG | B |
| ---- | ------- | - | - | -- | -- | - | -- | -- | - |
| 1.   | Rusko   | 3 | 2 | 0  | 0  | 1 | 9  | 6  | 6 |
| 2.   | Finsko  | 3 | 2 | 0  | 0  | 1 | 6  | 3  | 6 |
| 3.   | Švédsko | 3 | 1 | 0  | 0  | 2 | 4  | 9  | 3 |
| 4.   | Česko   | 3 | 1 | 0  | 0  | 2 | 7  | 8  | 3 |